# Rhopalizus scutellatus
Rhopalizus scutellatus är en skalbaggsart som beskrevs av Duffy 1955. Rhopalizus scutellatus ingår i släktet Rhopalizus och familjen långhorningar.
Artens utbredningsområde är:
- Ghana.
- Rwanda.

Inga underarter finns listade i Catalogue of Life.